# Раджуразбарам
Раджуразбарам (перс. رجورازبرم) — село в Ірані, у дегестані Малфеджан, в Центральному бахші, шагрестані Сіяхкаль остану Ґілян. За даними перепису 2006 року, його населення становило 194 особи, що проживали у складі 64 сімей.

## Клімат
Середня річна температура становить 14,74°C, середня максимальна – 28,79°C, а середня мінімальна – 0,42°C. Середня річна кількість опадів – 1146 мм.
| Клімат поселення                              | Клімат поселення | Клімат поселення | Клімат поселення | Клімат поселення | Клімат поселення | Клімат поселення | Клімат поселення | Клімат поселення | Клімат поселення | Клімат поселення | Клімат поселення | Клімат поселення | Клімат поселення |
| Показник                                      | Січ.             | Лют.             | Бер.             | Квіт.            | Трав.            | Черв.            | Лип.             | Серп.            | Вер.             | Жовт.            | Лист.            | Груд.            |                  |
| Середній максимум, °C                         | 10,70            | 10,72            | 12,63            | 18,16            | 22,06            | 26,50            | 28,79            | 28,55            | 24,54            | 21,36            | 17,12            | 12,66            |                  |
| Середня температура, °C                       | 5,57             | 5,58             | 7,49             | 13,04            | 16,92            | 21,37            | 24,46            | 24,21            | 20,21            | 17,01            | 12,80            | 8,32             |                  |
| Середній мінімум, °C                          | 0,42             | 0,44             | 2,36             | 7,90             | 11,78            | 16,23            | 20,10            | 19,87            | 15,86            | 12,67            | 8,44             | 3,98             |                  |
| Норма опадів, мм                              | 112              | 94               | 87               | 48               | 46               | 32               | 32               | 59               | 128              | 197              | 168              | 143              |                  |
| Середньомісячна швидкість вітру, м/с          | 2.39             | 2.46             | 2.50             | 2.38             | 2.35             | 2.46             | 2.60             | 2.28             | 2.10             | 2.10             | 2.03             | 2.14             |                  |
| Середньомісячна сонячна радіація, кДж/м²·день | 7062             | 9109             | 11090            | 15532            | 19719            | 21612            | 22223            | 18889            | 15417            | 10900            | 8701             | 6701             |                  |
| --------------------------------------------- | ---------------- | ---------------- | ---------------- | ---------------- | ---------------- | ---------------- | ---------------- | ---------------- | ---------------- | ---------------- | ---------------- | ---------------- | ---------------- |
| Джерело:                                      |                  |                  |                  |                  |                  |                  |                  |                  |                  |                  |                  |                  |                  |